# Mercedes-Benz S 65 AMG

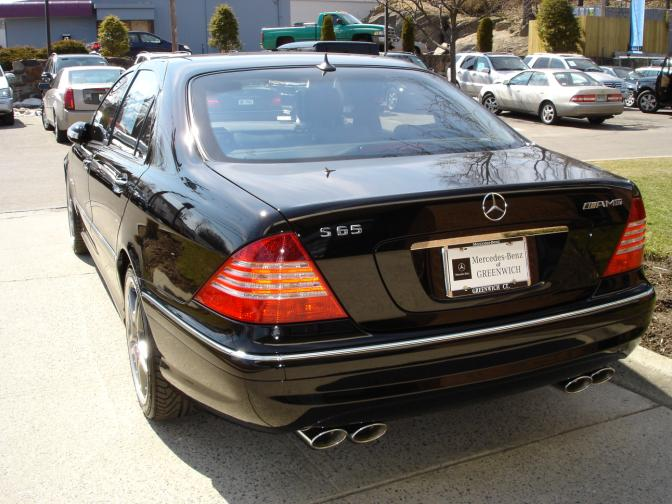

De Mercedes-Benz S65 AMG is de krachtigste benzineversie van de S-klasse van het Duitse automerk Mercedes-Benz. De auto behoort tot de auto's met het grootste motorvermogen ter wereld. Ondanks het grote motorblok onder de motorkap is het geen pure sportwagen, maar een luxe limousine.

## Motor
De motor van de S65 AMG is een 6-liter V12 met twee turbo's. Het blok levert maximaal 630 pk een koppel van 1000 Nm. Daarmee sprint de S in 4,4 seconden naar 100 km/h, de topsnelheid is elektronisch begrensd op 250 km/h.